# Niccolò da Verona
Niccolò da Verona (14. Jh.) war ein italienischer Dichter, der als der größte Vertreter der französisch-venezianischen Literatur gilt.
Es existieren keine Archivdokumente, aus denen die Person des im 14. Jahrhundert tätigen Dichters eindeutig identifiziert werden kann. In den Veroneser Registern werden mindestens drei Grammatikmeister genannt, von denen einer als „magister Nicholaus doctor gramatice“ bei Cangrande della Scala eine privilegierte Stellung hatte und sich nach Virginio Bertolini vermutlich um denselben Niccolò handelt, der sich im Jahr 1343 bei Niccolò I. d’Este aufhielt.
Die einzigen Informationen über Niccolò stammen aus seinen Werken, die alle in französisch-venezianischer Sprache in alexandrinischen Versen verfasst sind.
In Pharsale, Verse 1933–37 ist zu lesen:

„E ce qe çe vous cont dou feit des Romanois / Nicholais le rima dou païs Veronois / Por amor son seignor, de Ferare marchois: / Et cil fu Nicholais, la flor des Estenois, / Corant mil e troicent ans e quarante trois“

„Und was ich Ihnen über die Römer erzähle / wurde von Niccolò aus der veronesischen Stadt / aus Liebe zu seinem Herrn, dem Marchese von Ferrara, in Reime gebracht: / und das war Niccolò, die Blüte der Familie Este, / und es war das Jahr 1343“

Niccolò ist der Autor von 3 Gedichten:
- Pharsale – (6116 Alexandriner) behandelt den Bürgerkrieg zwischen Cäsar und Pompeius, basierend auf Lucanus Pharsalia, und gilt als erstes Beispiel franko-venezianischer Epik.
- Passion, (184 Versen) ist eine Neufassung der letzten Stunden Christi und seines Todes in Versen
- Prise de Pampelune ist in einem Fragment von 6117 Alexandrinern erhalten und die Fortsetzung von Entrée d’Espagne, das von einem Dichter aus Padua stammt. Beide Lieder sind der Expedition Karls des Großen nach Spanien in Begleitung Rolands gewidmet, wurden von mehreren italienischen Dichtern wiederverwendet und bildeten die Grundlage für die Gedichte von Boiardo und Ariosto.[2] Niccolòs Name scheint in den 131 Versen, die die Suite ankündigen und am Ende des Manuskripts, das in Venedig in der Biblioteca Marciana aufbewahrt wird, auf.[3]